# Riwiera Morza Czerwonego

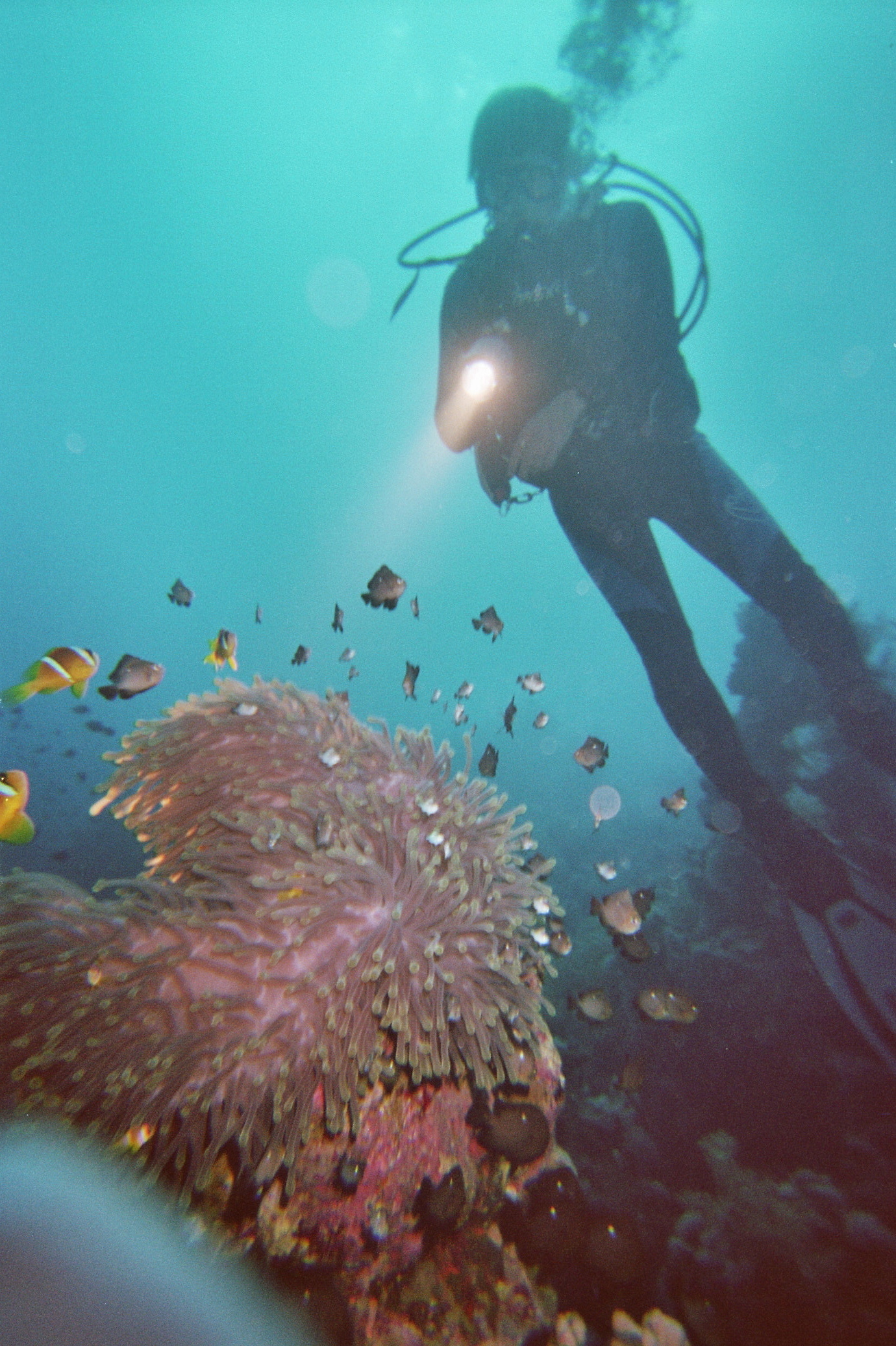
rafa koralowa jest jedną z atrakcji turystycznych Riwiery Morza Czerwonego

Riwiera Morza Czerwonego (także: Riwiera Egipska, ang. Red Sea Riviera, arab. ريفييرا البحر الأحمر = Rifiira Al-Bahr al-Ahmar) – egipska riwiera (wybrzeże) Morza Czerwonego; region turystyczny, składający się z ośrodków turystycznych, miast i miejscowości leżących na zachodnim brzegu Zatoki Akaba i wschodnim brzegu Zatoki Sueskiej na półwyspie Synaj oraz wzdłuż wschodniego kontynentalnego wybrzeża Egiptu, na południe od Zatoki Sueskiej. Położona jest na terenie trzech muhafaz: Synaj Południowy, Suez i Al-Bahr al-Ahmar.

## Warunki klimatyczne
W najchłodniejszym miesiącu – lutym – temperatura powietrza w dzień wynosi ok. 25 stopni C, a wody w morzu ok. 22 st. C, w najcieplejszym miesiącu – sierpniu – temperatura powietrza wynosi od 25 do 30 stopni C, a wody do ponad 35 st. C. Wilgotność powietrza jest niska. Opady deszczu są bardzo rzadkie, suche i ciepłe powietrze jest we wszystkich porach roku. Woda morska jest niezwykle czysta i przeźroczysta. Widoczność w morzu osiąga 20 m.

## Atrakcje turystyczne
Przy Riwierze Morza Czerwonego spoczywa ponad 90 wraków statków, które są dostępne dla nurków.
Egipska Riwiera znana jest z setek raf koralowych dostępnych zarówno dla początkujących i doświadczonych nurków, jak również dla uprawiających snorkeling. Rafy te z przepiękną fauną i florą, są dostępne zarówno z brzegu oraz z łodzi; miejsca te są na ogół oznakowane bojami. Wysokie góry nad Zatoką Akaba schodzą 180 m w głąb morza. Zatoka Sueska jest natomiast stosunkowo płytka (10 m), ale również pełna raf koralowych, które ciągną się w pobliżu wybrzeża, aż po granicę z Sudanem.

## Transport
Szarm el-Szejk i Hurghada posiadają bezpośrednie lotnicze połączenia czarterowe z Europą i Bliskim Wschodem, w tym m.in. z niektórymi polskimi miastami. Największe z nadmorskie kurortów Riwiery mają między sobą połączenia lotnicze i morskie, a inne autobusowe. W kurortach są także taksówki wieloosobowe, które docierają niemal do wszystkich wybranych przez turystów miejsc w kraju.
Wszyscy przybywający turyści mają obowiązek wykupić miesięczną wizę turystyczną. Mogą to uczynić bezpośrednio na lotnisku. Turyści przybywający bezpośrednią z zagranicy do Szarm el-Szejk (lub do miejscowości Taba, Dahab lub Nuwajbi) i chcący pozostać tylko w mieście lub w tych miejscowościach, albo zwiedzić górę Synaj nie muszą jej posiadać, wystarczy bezpłatna pieczątka w paszporcie Only Sinai (wiza jest już wymagana, by dotrzeć drogą lądową do Ras Muhammad, drogą morską nie jest wymagana).

## Bezpieczeństwo
Nad bezpieczeństwem turystów czuwa specjalnie powołana w tym celu policja turystyczna, której funkcjonariusze znają główne języki obce (obowiązkowo angielski) i są przeszkoleni do niesienia im pomocy. Zorganizowane wycieczki do niektórych miejsc są obowiązkowo przez nich konwojowane lub przynajmniej towarzyszą im w autokarach. Okolice wszystkich atrakcji turystycznych, a także dworce i punkty kontrolne są strzeżone przez uzbrojone siły bezpieczeństwa, a agenci w cywilu kontrolują punkty handlowo-rozrywkowo-gastronomiczne.

## Lista ośrodków turystycznych (z północy na południe)

### Zatoka Akaba (półwysep Synaj)
- Taba – niewielka miejscowość beduińska, ok. 8 km od izraelskiego Ejlatu i 15 km od jordańskiej Akaby, na południe od miejscowości znajduje się ośrodek wypoczynkowy Taba Heights z przystanią morską, oraz Wyspą Faraona. Na północ od Taby znajduje się port lotniczy.

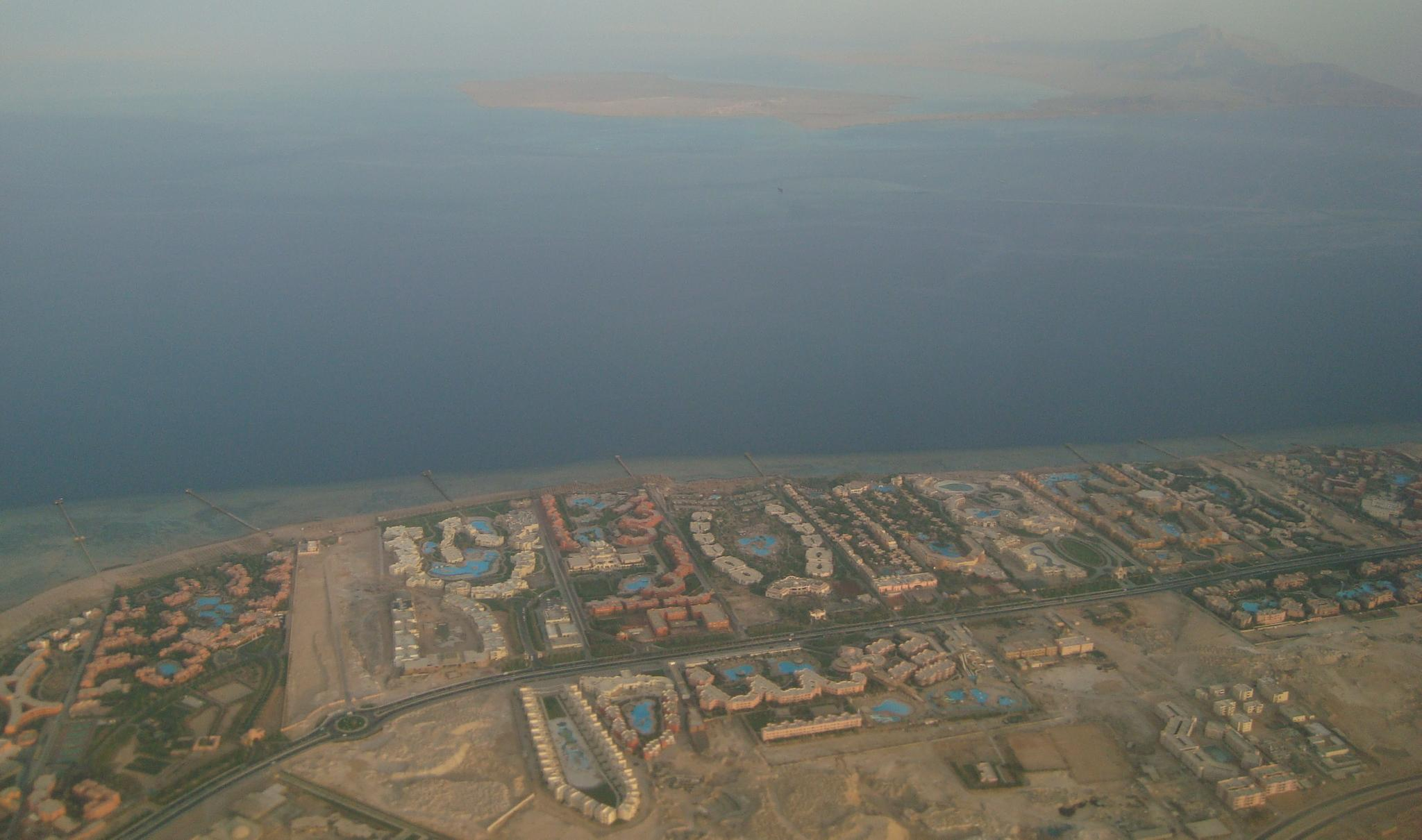
Widok z góry na kompleksy hotelowe w Szarm el-Szejk

- Ras asz-Szitan – na plaży znajdują się kempingi, chatki i domki wczasowe z kopułami prowadzone przez miejscowych beduinów, opodal znajduje się rafa koralowa Maagana Beach.
- Bir Swajr – wokół miejscowości znajdują się liczne kempingi na plaży oraz nowe ośrodki wypoczynkowe.
- Basata – ekologiczny ośrodek wczasowy, 16 chatek zbudowanych jest z naturalnych materiałów.
- Mahasz – wokół miejscowości znajdują się liczne kempingi na plaży oraz przestronne chaty, odwiedzana głównie przez grupy uprawiające różne formy medytacji.
- Nuwajbi – w miejscowości jest kilka płytkich raf koralowych blisko brzegu, najsłynniejsza z nich to Stone House. Ponad 20 km od Nuwejby leży tzw. Kolorowy Kanion.
- Dahab – tutejsze rafy koralowe ciągną się przez całą długość wybrzeża, do najbardziej popularnych wśród nurków i snorkelerów można zaliczyć Blue Hole – kilka metrów od brzegu znajduje się szerokie na około 50 m zagłębienie osiągające głębokość 100 m, oraz Canyon. W miejscowości działa kilkanaście ośrodków wypoczynkowych i nurkowych. W okolicach Dahab znajduje się Rezerwat Ras Abu Dżallum i Rezerwat Nabk.
- Szarm el-Szejk – słynny luksusowy kurort w tzw. Złotej Zatoce Riwiery Morza Czerwonego, składającej się z wielu mniejszych zatok, w odległości 80 kilometrów na południe od góry Synaj. Jeden z największych w Egipcie ośrodków turystycznych o znaczeniu międzynarodowym. Usytuowany pomiędzy rezerwatami przyrody i parkiem narodowym Ras Muhammad z Obserwatorium rekinów, często nazywany jest perłą w koronie Morza Czerwonego. Rozległy kurort Szarm el-Szejk znany jest z ponad 500 ośrodków wypoczynkowych i ponad 30 miejsc nurkowych, dostępnych zarówno z brzegu oraz z łodzi, występuje tu ponad 250 różnych raf koralowych i 1000 gatunków ryb w ciepłych wodach morskich – co sprawiło, że istnieją tu liczne bazy nurkowe, ponad 40 szkół i baz nurkowania, które dysponują łącznie ponad 200 łodziami. W dzielnicy Naama Bay znajdują się liczne lokale rozrywkowo-gastronomiczne. Naprzeciw miasta znajduje się Wyspa Tiran. W mieście zlokalizowane jest port lotniczy Szarm el-Szejk. Wokół miasta znajdują się liczne wraki statków, które są atrakcją dla nurków. W dzielnicy Nabk istnieją namorzyny – tutaj najbardziej wysunięte na północ w rejonie Morza Czerwonego i Oceanu Indyjskiego.

### Zatoka Sueska
(wschodnie wybrzeże:)
- Ras Sudr – znane z ośrodków wypoczynkowych i sportowych, ze względu na sprzyjające wiatry umożliwiające uprawianie windsurfingu i kitesurfingu.
- Hammam Musa – Łaźnie Mojżesza składają się z pięciu naturalnych źródeł siarczanych o temperaturze 37 stopni C. Według legendy w drodze do Ziemi Obiecanej odpoczywali tutaj Izraelici pod wodzą Mojżesza.
- At-Tur – ośrodek wypoczynkowy, w którym można uprawiać windsurfing i kitesurfing. W okolicy znajduje się Port lotniczy At-Tur. Jest tu także stanowisko archeologiczne i Zamek At-Tur z 1520 roku.

(zachodnie wybrzeże:)
- Ajn Suchna – chętnie odwiedzane przez kairczyków miejsce wypoczynku, ze względu na małą odległość od stolicy, z rafami koralowymi oraz z gorącymi źródłami wypływającymi z pobliskiej góry Dżabal Ataka.
- Zafarana – ośrodek wypoczynkowy, w okolicy znajduje się olbrzymia farma wiatrowa.

### Zachodnie wybrzeże Morza Czerwonego
- Gamsha Bay – ekskluzywne prywatne miasteczko hotelowe.
- Al-Dżuna – sztucznie utworzone prywatne luksusowe miasteczko hotelowe (ok. 20 hoteli), składające się z kilku wysp rozdzielonych sztucznymi kanałami i połączonych mostami.
- Hurghada – jeden z największych w Egipcie ośrodków turystycznych o znaczeniu międzynarodowym. W okolicach Hurghady jest dostępnych ok. 45 raf koralowych. Miasto posiada port lotniczy Hurghada.
- Sahl Hasheesh Bay – ekskluzywne prywatne miasteczko hotelowe, koło Hurghady.
- Serrenia – nowoczesne ekskluzywne prywatne miasteczko hotelowe na ok. 1200 miejsc, ze sztucznymi wyspami, o futurystycznej architekturze.
- Makadi Bay – ośrodek hotelowy rozciągnięty na olbrzymim terenie wzdłuż zatoki z licznymi rafami koralowymi.
- Soma Bay – ośrodek wypoczynkowo-sportowy z rafami koralowymi i możliwością uprawiania żeglarstwa, windsurfingu i kitesurfingu.
- Safadża – ośrodek hotelowy oraz niewielki port. Wokół znajdują się liczne miejsca nurkowania na rafie oraz na wrakach. Największe wyspy w okolicy to Wyspa Safadża i Wyspa Tobia. W okolicach znajduje się rezerwat koralowy Szarm el-Nadża, w którym koralowce znajdują się już na głębokości 1,5 m.
- Kalawy Bay – nowoczesny kompleks hotelowy pomiędzy zatoką a Pustynią Wschodnią.
- Al-Kusajr – kilka kompleksów hotelowych z własnymi plażami, przy których znajdują się rafy koralowe, w okolicy znajdował się historyczny starożytny port Myos Hormos.
- Port Ghalib – nowoczesny zintegrowany z naturą kompleks wypoczynkowy, obejmujący sport, rozrywkę i wypoczynek z 23 hotelami.
- Marsa Alam – w okolicy znajduje się 10 hoteli z 3000 miejsc noclegowych, miejsce nurkowe Abu Dabab – Dugong i Park Narodowy Wadi Dżimal.
- Hamata – ośrodek wypoczynkowy, znajduje się tu również kompleks ekologiczny.
- Barnis (Berenike) – historyczna miejscowość przy przylądku Ras Banas, znajdują się tutaj jedna z największych igieł skalnych północnej Afryki i Bliskiego Wschodu oraz Wyspa Mukawwa.
- Bir Szalatin – miasto położone na skraju Trójkąta Hala’ib (tj. terytorium spornego między Egiptem a Sudanem).